# Persone di cognome Longo
| Questa pagina contiene informazioni ricavate automaticamente dalle voci biografiche con l'ausilio del template Bio e di un bot. L'aggiornamento è periodico e automatico e ricostruisce completamente la pagina. Se manca una persona in questa lista, sei pregato di non aggiungerla, ma accertati piuttosto che la sua voce biografica contenga il template Bio e che i dati anagrafici siano correttamente compilati. Se il template Bio manca, inseriscilo tu stesso o, in alternativa, metti l'avviso {{tmp\|Bio}} che ne segnala la mancanza. Se i dati riportati sono sbagliati, correggi direttamente la voce biografica; le modifiche saranno visibili in questa lista entro pochi giorni. Per chiarimenti vedi il progetto antroponimi. La lista contiene solo le 62 persone che sono citate nell'enciclopedia e per le quali è stato implementato correttamente il template Bio. Pagina aggiornata al 7 giu 2025. |

Questa è una lista di persone presenti nell'enciclopedia che hanno il cognome Longo, suddivise per attività principale.

## Abati(1)
- Alfonso Longo, abate italiano (Pescate, n. 1738 - † 1804)

## Allenatori di calcio(3)
- Diego Longo, allenatore di calcio italiano (Genova, n. 1976)
- Moreno Longo, allenatore di calcio e ex calciatore italiano (Torino, n. 1976)
- Raffaele Longo, allenatore di calcio e ex calciatore italiano (Napoli, n. 1977)

## Arciere(1)
- Laura Longo, arciera italiana (Dolo, n. 1988)

## Artisti(1)
- Robert Longo, artista e regista statunitense (Brooklyn, n. 1953)

## Attori(2)
- Cody Longo, attore e cantante statunitense (Littleton, n. 1988 - Austin, † 2023)
- Germano Longo, attore e doppiatore italiano (Poggiardo, n. 1933 - Roma, † 2022)

## Attrici(1)
- Malisa Longo, attrice, sceneggiatrice e soubrette italiana (Venezia, n. 1950)

## Avvocati(2)
- Filippo Longo, avvocato e politico italiano (Rionero in Vulture, n. 1870 - Napoli, † 1937)
- Ugo Longo, avvocato e dirigente sportivo italiano (Caltanissetta, n. 1941 - Roma, † 2009)

## Biatleti(1)
- Paolo Longo, ex biatleta italiano (Cavalese, n. 1977)

## Botanici(1)
- Biagio Longo, botanico italiano (Laino Borgo, n. 1872 - Roma, † 1950)

## Calciatori(3)
- Miguel Ángel Longo, calciatore e allenatore di calcio argentino (Buenos Aires, n. 1939 - Orbassano, † 2001)
- Samuele Longo, calciatore italiano (Valdobbiadene, n. 1992)
- Santiago Longo, calciatore argentino (Freyre, n. 1998)

## Calciatrici(2)
- Annalie Longo, calciatrice neozelandese (Auckland, n. 1991)
- Miriam Longo, calciatrice italiana (Milano, n. 2000)

## Cantautori(1)
- Cascadeur, cantautore francese (Metz)

## Cestiste(1)
- Chiara Longo, cestista italiana (Trieste, n. 1951 - † 1995)

## Ciclisti su strada(1)
- Mauro Longo, ex ciclista su strada italiano (Mirano, n. 1960)

## Ciclocrossisti(1)
- Renato Longo, ciclocrossista e ciclista su strada italiano (Vittorio Veneto, n. 1937 - Conegliano, † 2023)

## Combinatisti nordici(1)
- Andrea Longo, ex combinatista nordico, saltatore con gli sci e fondista italiano (Cavalese, n. 1971)

## Compositori(3)
- Achille Longo, compositore italiano (Napoli, n. 1900 - Napoli, † 1954)
- Alessandro Longo, compositore, pianista e musicologo italiano (Amantea, n. 1864 - Napoli, † 1945)
- Giacomo Longo, compositore italiano (Messina, n. 1833 - Messina, † 1906)

## Criminali(1)
- Christian Longo, criminale statunitense (Michigan, n. 1974)

## Direttori d'orchestra(1)
- Federico Longo, direttore d'orchestra e compositore italiano (Roma, n. 1972)

## Dirigenti sportivi(1)
- Carmine Longo, dirigente sportivo italiano (Pellezzano, n. 1944 - Pellezzano, † 2015)

## Fondiste(1)
- Alice Longo, ex fondista italiana (Feltre, n. 1990)

## Generali(1)
- Tiberio Sempronio Longo, generale romano († 210 a.C.)

## Giornalisti(2)
- Giuseppe Longo, giornalista e scrittore italiano (Messina, n. 1910 - Roma, † 1995)
- Paolo Longo, giornalista italiano (Monopoli, n. 1948)

## Grecisti(1)
- Oddone Longo, grecista e filologo classico italiano (Venezia, n. 1930 - Padova, † 2018)

## Informatici(1)
- Giuseppe O. Longo, informatico e scrittore italiano (Forlì, n. 1941)

## Matematici(2)
- Giovanni Lodovico Longo, matematico italiano
- Roberto Longo, matematico italiano (Roma, n. 1953)

## Medici(1)
- Nicola Longo, medico e patriota italiano (Modugno, n. 1789 - Modugno, † 1877)

## Mezzofondisti(1)
- Andrea Longo, ex mezzofondista italiano (Piove di Sacco, n. 1975)

## Militari(1)
- Giacomo Longo, militare e politico italiano (Napoli, n. 1818 - Roma, † 1906)

## Nuotatrici(1)
- Carmen Longo, nuotatrice italiana (Bologna, n. 1947 - Brema, † 1966)

## Pallavoliste(1)
- Alyssa Longo, ex pallavolista statunitense (Littleton, n. 1991)

## Patrioti(1)
- Francesco Longo, patriota e politico italiano (Brescia, n. 1802 - Faverzano, † 1869)

## Pediatri(1)
- Antonino Longo, pediatra italiano (Nicolosi, n. 1874 - Catania, † 1943)

## Pianisti(1)
- Achille Longo, pianista e compositore italiano (Melicuccà, n. 1832 - Napoli, † 1919)

## Pittori(1)
- Antonio Longo, pittore austriaco (Varena, n. 1742 - Varena, † 1820)

## Politiche(1)
- Eva Longo, politica italiana (Salerno, n. 1949)

## Politici(6)
- Fausto Longo, politico italiano (Amparo, n. 1952)
- Franco Longo, politico italiano (Padova, n. 1941 - Padova, † 2001)
- Giorgio Longo, politico italiano (Venezia, n. 1924 - Venezia, † 2020)
- Luigi Longo, politico, partigiano e antifascista italiano (Fubine, n. 1900 - Roma, † 1980)
- Piero Longo, politico e avvocato italiano (Alano di Piave, n. 1944)
- Pietro Longo, politico italiano (Roma, n. 1935)

## Registi(1)
- Tiziano Longo, regista e sceneggiatore italiano (Rimini, n. 1924 - Rimini, † 1978)

## Religiosi(1)
- Filippo Longo di Atri, religioso italiano (Atri - Alvernia, † 1259)

## Sceneggiatori(1)
- Francesco Longo, sceneggiatore e regista italiano (Poggiardo, n. 1931 - Roma, † 1995)

## Scrittori(2)
- Andrej Longo, scrittore italiano (Ischia, n. 1959)
- Davide Longo, scrittore e sceneggiatore italiano (Carmagnola, n. 1971)

## Scultori(1)
- Fortunato Longo, scultore italiano (San Giorgio Morgeto, n. 1884 - Roma, † 1957)

## Tipografi(1)
- Giovanni Leonardo Longo, tipografo italiano (Treviso)

## Velocisti(1)
- Mario Longo, ex velocista italiano (Napoli, n. 1964)

## Senza attività specificata(1)
- Bartolo Longo, italiano (Latiano, n. 1841 - Scafati, † 1926)